# Carboniumion
Als Carboniumion wird in der organischen Chemie eine besondere Art von Carbokationen bezeichnet. Der Begriff wurde in Analogie zu den Ammoniumionen gewählt. Carboniumionen sind nicht-klassische Carbokationen, da sie ein fünfbindiges Kohlenstoffatom enthalten. Nicht zu verwechseln sind sie mit den Carbeniumionen, welche ein Elektronensextett besitzen. In der Literatur wurden diese Begriffe traditionell synonym verwendet, sind aber laut IUPAC abzugrenzen.
Ein Beispiel für Carboniumionen wäre CH5+, das Methonium-Ion, welches unter anderem bei der Reaktion von Methan und Fluorsulfonsäure oder während der chemischen Ionisation bei der Massenspektrometrie entsteht. Da Methan kein freies Elektronenpaar hat, muss sich das Proton ein bereits gebundenes Elektronenpaar mit einem Kohlenstoffatom und einem Wasserstoffatom teilen. Bei der Formulierung der Valenzstrichformel eines protonierten Methans kann die Oktettregel nur durch das Bilden einer Dreizentrenbindung gewahrt bleiben.
In Kombination mit starken Supersäuren ist auch 6-fach koordinierter Kohlenstoff in Form von CH62+ möglich. Da die Reaktivität dieser protisch aktivierten Verbindungen die Reaktivität der ursprünglichen Elektrophile bei weitem übertrifft, werden diese als Superelektrophile bezeichnet.